# Emil Knoevenagel
Heinrich Emil Albert Knoevenagel (18. června 1865 – 11. srpna 1921) byl německý chemik a pedagog. Byl jedním z nejvýznamnějších chemiků přelomu století s velmi širokým profesním zaměřením. Dvakrát byl nominován na Nobelovu cenu za chemii, ale nikdy ji neobdržel.
Zabýval se především organickou chemií. Zkoumal a popsal řadu reakčních mechanismů, které pak byly využity i pro technologickou výrobu. Zaměřil se především na organickou syntézu, zejména reakce karbonylových sloučenin. Vyvinul katalyzovanou aldolovou reakci vedoucí k nenasyceným uhlovodíkům, která byla po něm nazvaná Knoevenagelova kondenzační reakce.
Zabýval se také stereochemií a syntézou heterocyklických sloučenin. Zkoumal také vliv jemně rozptýlených kovů (zejména platiny, palladia, zlata, niklu, mědi a kobaltu) na pyrolýzu organických sloučenin (tepelný rozklad).

## Vzdělání

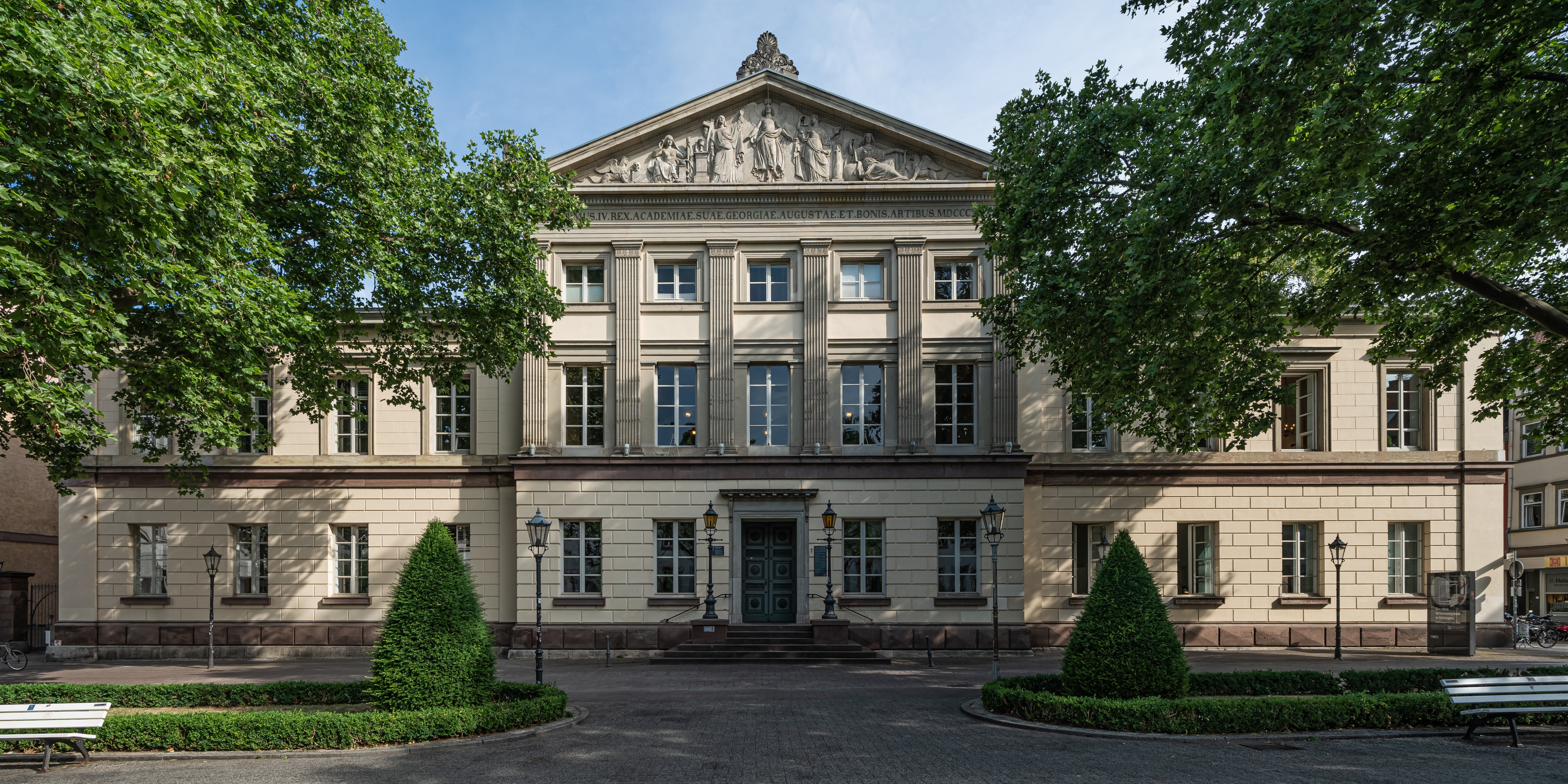
Univerzita v Göttingenu

Emil Knoevenagel se narodil v roce 1865. Byl synem chemika a stenografa Julia Knoevenagela z Perlebergu a Friederike Jacobiové, dcery výrobce vozů z Lindenu. Po absolvování reálného gymnázia v Hannoveru v roce 1884 vystudoval chemii na tamní Technické univerzitě. Jeho učiteli byli například Hermann Ost, Wilhelm Kohlrausch a Karl Kraut. Během studií se stal členem bratrstva Cimbria Hannover.
V roce 1886 se přestěhoval na univerzitu v Göttingenu, kde studoval zejména u Victora Meyera, u něhož v roce 1889 získal doktorát za Příspěvky k poznání negativní povahy organických radikálů.
V roce 1895 se oženil s dcerou lékárníka Alžbětou Wocherovou. Z manželství vzešly tři děti, syn Walter zemřel jako válečný dobrovolník v severní Francii v roce 1915 ve věku 17 let. Emil Knoevenagel zemřel v roce 1921 v pouhých 56 letech na zánět slepého střeva, které mu bylo operováno příliš pozdě.

## Kariera

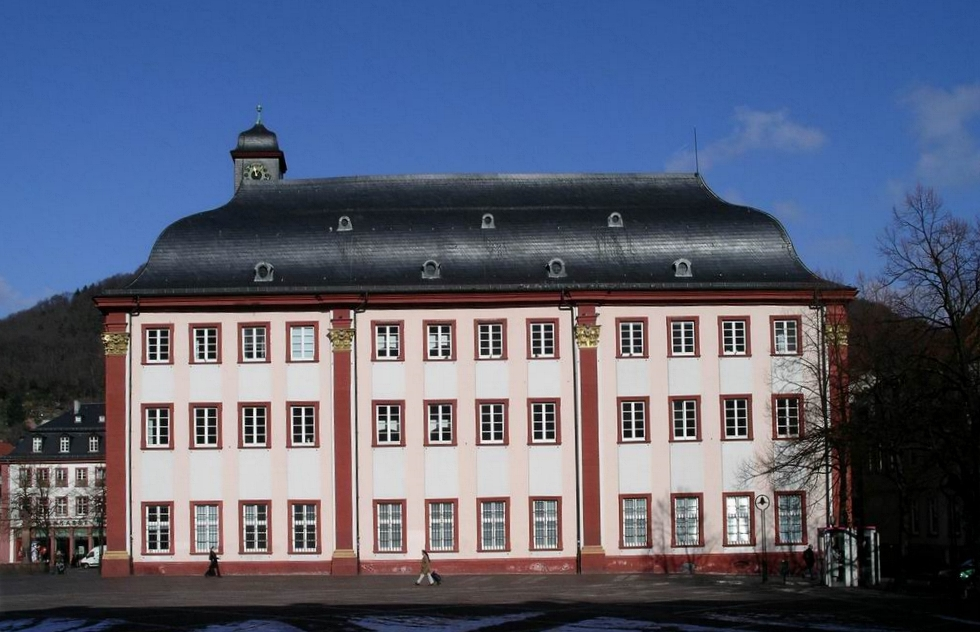
Stará univerzita v Heidelbergu

Emil Knoevenagel opustil univerzitu v Göttingenu společně se svým učitelem Victorem Meyerem, který dostal nabídku vystřídat Roberta Wilhelma Bunsena (1811–1899) na Univerzitě v Heidelbergu. Následoval ho jako jeho asistent a v roce 1892 se zde habilitoval s tématem Asymetrický uhlík. Jeho habilitace byla také první soukromou přednáškou v tomto oboru na nové Fakultě matematiky a přírodních věd na univerzitě v Heidelbergu. Následně se stal soukromým lektorem. V roce 1896 se stal docentem chemie a v roce 1900 řádným profesorem v Heidelbergu. Své experimentální a teoretické zkušenosti sepsal ve třech dílech nazvaných Stáž anorganického chemika.
Od roku 1906 byl stále zdrženlivější ve vydávání svých děl. Hlavním důvodem bylo pravděpodobně patentové právo, neboť se zabýval chemicko-technologickými procesy (například výrobou acetylcelulózy). Tato publikační praxe, v univerzitní oblasti neobvyklá, významně přispěla k neúspěchu jeho kandidatur na katedry v městech Kiel, Štýrský Hradec, Drážďany, Braunschweig. Proto zůstal až do své smrti na univerzitě v Heidelbergu, ale nikdy nestál v čele tohoto ústavu.

## Knoevenagelova kondenzační reakce
Knoevenagelova kondenzační reakce (1896) je důležitá reakce v organické chemii. Je to syntéza nenasycených karbonylových sloučenin a jedná se speciální typ Aldolové reakce (spojení dvou poměrně jednoduchých molekul za vzniku jedné složitější).
Tato reakce spočívá v nukleofilním přidání aktivní vodíkové sloučeniny ke karbonylové skupině s následnou dehydratační reakcí, při které se eliminuje molekula vody (kondenzace). Produktem je často α,β-nenasycený keton.

Do reakce vstupují sloučeniny, které mají aktivní vodíky navázané na uhlíku (C-H) a dále organické skupiny R1 a R1 (například ester kyseliny malonové, ester kyseliny acetoctové nebo nitromethan). Dále to jsou ketony (R2 = organická skupina, R3 = organická skupina) nebo aldehydy (R2 = H, R3 = H). Výsledkem reakce je vznik nenasycených kondenzačních produktů - nenasycených uhlovodíků.
Jako katalyzátor se přidává báze B (obvykle slabě zásaditý amin). Přídavek báze vede v prvním kroku k deprotonaci vazby C-H. To vytváří anion známý jako karbanion, který působí jako nukleofil a napadá karbonylový uhlík karbonylové sloučeniny. Současně se protonuje kyslík karbonylové skupiny a vzniká alkohol jako meziprodukt. Nakonec se eliminací vody vytvoří konečný nenasycený produkt.

## Spisy
- Příspěvky k poznání negativní povahy organických radikálů. Druck der Dieterich'schen Universitäts-Buchdruckerei (W. Fr. Kaestner), Göttingen 1889 (disertační práce, Göttingen, Phil. Fak., ze dne 17. června 1889)
- Příspěvky k poznání asymetrického atomu uhlíku. Verlag Schade, Heidelberg 1892 (Habilitationsschrift, Universität Heidelberg 1892)
- Thieleho teorie parciálních valencí ve světle stereochemie. In: Justus Liebigs Annalen der Chemie. Bd. 311–312, Lipsko 1900
- Stáž anorganického chemika. Úvod do anorganické chemie na experimentální bázi. Veit & Co.o., Lipsko 1901

- Stáž anorganického chemika. Úvod do anorganické chemie na experimentální bázi. 2., sv. Vyměnit. Spolueditorem je Erich Ebler. Veit & Co.o., Leipzig 1909
- Stáž anorganického chemika. Úvod do anorganické chemie na experimentální bázi.3. vyd. Spolueditoval Erich Ebler. De Gruyter, Berlin, Veit & Co.o., Leipzig 192